# Dūghī Kolā
Dūghī Kolā (persiska: دوغيكُلا, دوغی كلا, دوغی كَلا, Dūghīkolā) är en ort i Iran.   Den ligger i provinsen Mazandaran, i den norra delen av landet, 140 km nordost om huvudstaden Teheran. Antalet invånare är 611.
Terrängen runt Dūghī Kolā är mycket platt. Runt Dūghī Kolā är det tätbefolkat, med 286 invånare per kvadratkilometer. Närmaste större samhälle är Babol, 11,1 km sydost om Dūghī Kolā. Trakten runt Dūghī Kolā består till största delen av jordbruksmark.